# Чемпионат мира по легкоатлетическим эстафетам 2019
Чемпионат мира по легкоатлетическим эстафетам 2019 года прошёл 11—12 мая на стадионе «Ниссан» в Иокогаме (Япония). Были разыграны 9 комплектов медалей. По сумме очков во всех дисциплинах вручался командный приз «Золотая эстафетная палочка» — в четвёртый раз из четырёх возможных его обладателем стала сборная США.
Изначально соревнования должны были в четвёртый раз пройти в Нассау, столице Багамских Островов. Однако в июле 2018 года премьер-министр страны Хьюберт Миннис уведомил ИААФ об отказе от организации турнира в связи с финансовыми трудностями. Новый хозяин соревнований был объявлен 12 октября 2018 года, им стала японская Иокогама.

## Изменения в программе
По традиции программа соревнований была изменена по сравнению с предыдущим розыгрышем. Были упразднены эстафеты 4×800 метров у мужчин и женщин, а вместо них добавлены две смешанные дисциплины:
- Челночная барьерная эстафета 4×110 метров. В составе каждой команды — 2 мужчины и 2 женщины; женщины на первом и третьем этапах бежали от линии финиша к линии старта дистанции 110 метров с барьерами, мужчины на втором и четвёртом — в обратном направлении
- Эстафета 2×2×400 метров. В составе команды — мужчина и женщина, которые дважды по очереди бежали 400-метровый этап. Каждая сборная могла самостоятельно выбрать, кто из участников побежит первый этап. Таким образом, были возможны два сочетания этапов: м-ж-м-ж либо ж-м-ж-м. В предложенном виде эстафета ни разу не проводилась до турнира в Иокогаме, была придумана для бегунов на средние дистанции специально к чемпионату. При её создании ИААФ вдохновилась примером биатлона, в котором с 2015 года проводились одиночные смешанные эстафеты

## Призёры
Сокращения: WR — мировой рекорд | AR — рекорд континента | NR — национальный рекорд | CR — рекорд чемпионата

Курсивом выделены участники, выступавшие за эстафетные команды только в предварительных забегах

### Мужчины
| Дисциплина       | Золото                                                                                  | Золото  | Серебро                                                                                                   | Серебро    | Бронза                                                                                       | Бронза     |
| ---------------- | --------------------------------------------------------------------------------------- | ------- | --- | ---------- | -------------------------------------------------------------------------------------------- | ---------- |
| Эстафета 4×100 м | Бразилия · Родриго до Насименто · Жоржи Видис · Дерик Сильва · Пауло Камило де Оливейра | 38,05   | США · Майк Роджерс · Джастин Гэтлин · Исайя Янг · Ноа Лайлс · Кэмерон Баррелл                             | 38,07      | Великобритания · Чиджинду Уджа · Харри Эйкинс-Эрьити · Адам Джемили · Нетанил Митчелл-Блейк  | 38,15      |
| Эстафета 4×200 м | США · Кристофер Белчер · Брайс Робинсон · Вернон Норвуд · Ремонтей Макклейн             | 1.20,12 | ЮАР · Симон Магакве · Чедерик ван Вейк · Синесифо Дамбиле · Акани Симбине · Йон Селигер · Анасо Йободвана | 1.20,42 AR | Германия · Морис Хуке · Патрик Домогала · Алекс-Платини Менга · Робин Эрева                  | 1.21,26 NR |
| Эстафета 4×400 м | Тринидад и Тобаго · Деон Лендор · Джерим Ричардс · Аса Гевара · Мейчел Седенио          | 3.00,81 | Ямайка · Демиш Гей · Аким Блумфилд · Рушин Макдональд · Нейтон Аллен · Джейвон Фрэнсис                    | 3.01,57    | Бельгия · Дилан Борле · Робин Вандербемден · Джонатан Борле · Джонатан Сакур · Жюльен Ватрен | 3.02,70    |

### Женщины
| Дисциплина       | Золото                                                                                              | Золото     | Серебро                                                                                                | Серебро    | Бронза | Бронза  |
| ---------------- | --------------------------------------------------------------------------------------------------- | ---------- | --- | ---------- | --- | ------- |
| Эстафета 4×100 м | США · Микия Бриско · Эшли Хендерсон · Дезири Брайант · Алейя Хоббз                                  | 43,27      | Ямайка · Гейон Эванс · Наташа Моррисон · Сашали Форбс · Джониэль Смит · Шерон Симпсон                  | 43,29      | Германия · Лиза Мари Квайе · Александра Бургхардт · Джина Люккенкемпер · Ребекка Хазе · Лиза Майер                            | 43,68   |
| Эстафета 4×200 м | Франция · Кароль Заи · Эстель Раффе · Синтия Ледюк · Маруся Паре                                    | 1.32,16 NR | Китай · Лян Сяоцзин · Вэй Юнли · Кун Линвэй · Гэ Манци                                                 | 1.32,76 AR | Ямайка · Элейн Томпсон · Стефени Энн Макферсон · Шелли-Энн Фрейзер-Прайс · Шерика Джексон                                     | 1.33,21 |
| Эстафета 4×400 м | Польша · Малгожата Голуб-Ковалик · Патриция Выцишкевич · Анна Келбасиньская · Юстина Свенти-Эрсетич | 3.27,49    | США · Джейд Стептер · Шакима Уимбли · Джессика Бёрд · Кортни Около · Джордан Лавендер · Джоанна Эткинс | 3.27,65    | Италия · Мария Бенедикта Чигболу · Айомиде Фолорунсо · Джанкарла Тревизан · Рафаэла Лукудо · Элизабетта Ванди · Кьяра Баццони | 3.27,74 |

### Смешанные эстафеты
| Дисциплина                   | Золото | Золото     | Серебро                                                                                          | Серебро | Бронза                                                                            | Бронза  |
| ---------------------------- | --- | ---------- | ------------------------------------------------------------------------------------------------ | ------- | --------------------------------------------------------------------------------- | ------- |
| Эстафета 4×400 м             | США · Майлик Керли (м) · Джоанна Эткинс (ж) · Джасмин Блокер (ж) · Донтавиус Райт (м) · Брионна Томас (ж) · Оливия Бэйкер (ж)    | 3.16,43    | Канада · Остин Коул (м) · Айянна Стиверн (ж) · Зои Шерар (ж) · Филип Осей (м) · Алисия Браун (ж) | 3.18,15 | Кения · Джаред Моманьи (м) · Морин Томас (ж) · Хеллен Сьомбуа (ж) · Арон Коэч (м) | 3.19,43 |
| Эстафета 4×110 м с барьерами | США · Кристина Клемонс (ж) · Фредди Криттенден (м) · Шарика Нелвис (ж) · Девон Аллен (м) · Квин Харрисон (ж) · Райан Фонтено (м) | 54,96 CR   | Япония · Аяко Кимура (ж) · Сюня Такаяма (м) · Масуми Аоки (ж) · Тайо Канаи (м)                   | 55,59   | не вручалась [a]                                                                  |         |
| Эстафета 2×2×400 м           | США · Сиэра Браун (ж) · Донован Брейзир (м)                                                                                      | 3.36,92 CR | Австралия · Катриона Биссет (ж) · Джошуа Ральф (м)                                               | 3.37,61 | Япония · Аяно Сиоми (ж) · Аллон Тацунами Клэй (м)                                 | 3.38,36 |

a  В финале смешанной барьерной эстафеты финишировали только 2 команды

## Командное первенство
В каждой из эстафет первые восемь команд получали от одного (для восьмой команды) до восьми очков (для победителя). По сумме всех результатов определялся обладатель командного приза «Золотая эстафетная палочка». В четвёртый раз подряд с большим преимуществом его выиграла сборная США.
| Место | Команда  | Очки |
| ----- | -------- | ---- |
| 1     | США      | 54   |
| 2     | Ямайка   | 27   |
| 3     | Япония   | 27   |
| 4     | Германия | 18   |
| 5     | Польша   | 17   |
| 6     | Бразилия | 16   |
| 7     | Китай    | 15   |
| 8     | Италия   | 15   |